# نعناع (فلم)
نعناع (بالإنجليزية : peppermint) هو فيلم جريمة ودراما من إخراج الفرنسي بيير موريل ومن بطولة الممثلة جينيفر غارنر والممثل جون كاليغر والممثل جون اورتيز.
الفيلم تم تصويره في هونغ كونغ، وصدر في سبتمبر 2018 وتم تقييمه ب(6,5 من 10) حسب IMDb 

## ملخص القصة
قصة الفيلم انتقام امرأة شابة (رايلي) لم يعد لديها ماتخسره من عصابة تجارة مخدرات قتلوا زوجها وابنتها(كارلي) ، تخطط رايلي للوصول إلى رئيس العصابة الذي أمر بقتل زوجها بعد أن قتلت شنقا منفذي عملية القتل وتدور أحداث الفيلم.

## روابط خارجية
- مقالات تستعمل روابط فنية بلا صلة مع ويكي بيانات